# Mike Krüger

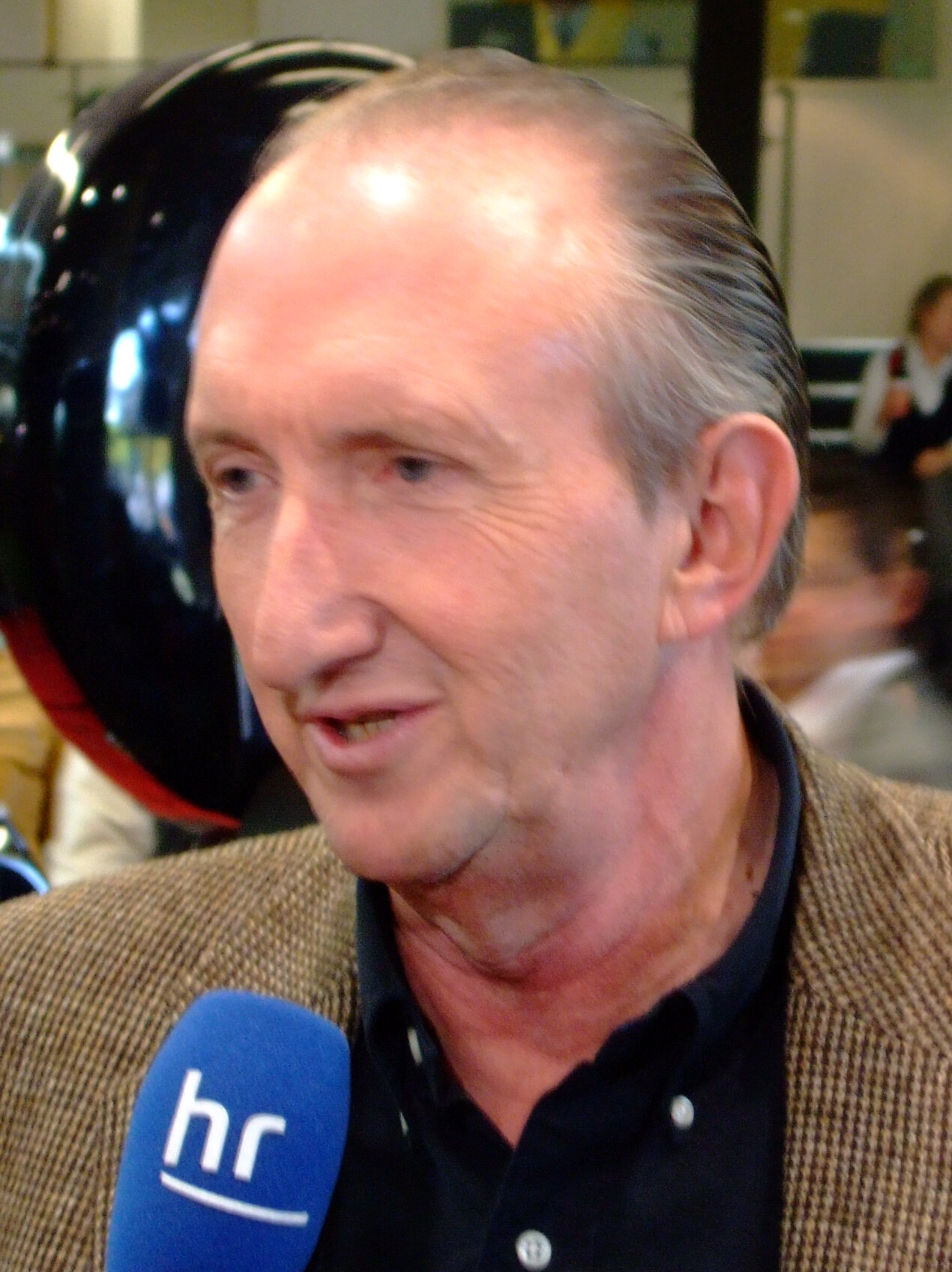
Mike Krüger 2008 auf der Frankfurter Buchmesse

Michael Friedrich Wilhelm „Mike“ Krüger (* 14. Dezember 1951 in Ulm) ist ein deutscher Komiker, Schauspieler, Kabarettist und Sänger.

## Leben
Mike Krüger ist der Sohn von Friedrich W. Krüger, einem Prokuristen der Norddeutschen Treuhandgesellschaft und späteren Direktor der Bewobau, deren Architekt Richard Neutra Mike Krüger früh beeindruckte. Seine Mutter starb, als er drei Jahre alt war, in einem Pariser Hotelzimmer. Er besuchte in Hamburg-Wellingsbüttel die Peter-Petersen-Schule (Jenaplan-Schule) (heute Irena-Sendler-Schule). Mit zehn Jahren wechselte er in ein Internat nach Büsum mit Besuch des dortigen Nordsee-Gymnasiums. Nach dem Abitur im Juni 1970 absolvierte er bis 1973 eine Lehre zum Betonbauer und war dabei auch an den Arbeiten an der Alsterschwimmhalle und am neuen Hamburger Elbtunnel beteiligt.
Seinen Dienst als Wehrpflichtiger leistete er ab 1. Oktober 1973 als Funkfernschreiber bei der Bundesmarine nach der Ausbildung an der Marinefernmeldeschule in Flensburg-Mürwik zunächst beim Flottenkommando in Glücksburg-Meierwik und danach beim Marinefliegergeschwader 1 (MFG1) in Kropp/Jagel. Bereits dort wurde sein komödiantisches Talent erkannt.
Im Anschluss begann Krüger an der Fachhochschule in Hamburg ein Architekturstudium und wohnte in Norderstedt. Während seiner Studienzeit trat Krüger bereits auf der Bühne auf, unter anderem im Folklore-Club Danny’s Pan in Hamburg, und erhielt pro Abend rund 80 Deutsche Mark. Nach seinem ersten Plattenerfolg Mein Gott, Walther gab er 1975 sein Studium auf und tourte mit einem Bühnenprogramm. Später folgten weitere Plattenerfolge (1980: Der Nippel; 1983: Bodo mit dem Bagger; 1998: Welthits aus Quickborn). Der Nippel schaffte es auf Platz 1 der österreichischen Charts.
Anfang 2010 war Mike Krüger mit seinem Live-Programm Is’ das Kunst, oder kann das weg? auf Deutschlandtour. Ebenfalls 2010 feierte Mike Krüger sein 35-jähriges Bühnenjubiläum und trat im Dezember des gleichen Jahres beim Arosa Humor-Festival auf.
Ende 2021 beendete er als 70-Jähriger seine Tournee-Karriere.
Von April 2023 bis Ende 2024 hatte Mike Krüger gemeinsam mit Thomas Gottschalk den Podcast Die Supernasen – mit Thomas Gottschalk und Mike Krüger.

## Fernsehen
Bundesweit bekannt wurde Krüger durch seinen Titel Mein Gott, Walther im Jahr 1975 in der von Rudi Carrell moderierten Unterhaltungsshow Am laufenden Band.
Im Fernsehen machte er als Moderator Karriere. Vier gegen Willi lief ab 1986 drei Jahre lang im Samstagabendprogramm im Ersten. Im Jahr 1991 spielte er in einigen Folgen der von RTL produzierten Serie Ein Schloss am Wörthersee die Rolle des Bob Sager. Von 1991 bis 1993 hatte er auf SAT.1 die nach ihm benannte Sendung Die Mike Krüger Show. 1995 präsentierte er im ZDF einige Ausgaben der Show Verlieren Sie Millionen, die jedoch schnell wieder abgesetzt wurde. Es folgten 150 Folgen der Sendung Punkt Punkt Punkt bei Sat.1 und die Show Krüger sieht alles bei RTL, in der er Stilblüten aus der internationalen Welt des Fernsehens präsentierte. Ebenfalls bei RTL gehörte Mike Krüger von 1996 bis 2005 zur Stammbesetzung der von Rudi Carrell produzierten Freitagabendshow 7 Tage, 7 Köpfe. Im Sommer 1997 moderierte er alle elf Folgen der Witze-Erzähl-Show Kennen Sie den?. Von 2005 bis 2006 war er Moderator der Sendung Frei Schnauze. Seit Ende 2006 sitzt er als Nachfolger von Wolfgang Völz im Rateteam der Sendung Sag die Wahrheit im SWR Fernsehen. Von 2006 bis 2007 und im Jahre 2010 hatte Krüger mehrere Gastauftritte als Polizist in der Impro-Comedyshow Schillerstraße auf Sat.1. Am 12. Juli 2006 wurde seine neue Sendung Klüger mit Krüger im NDR Fernsehen ausgestrahlt.
Ab dem 12. Februar 2007 lief auf kabel eins die Sendung Der Comedy-Flüsterer, in der er einen Prominenten durch einen Knopf im Ohr fernsteuerte. Die Sendung erwies sich jedoch als Flop und wurde schnell wieder eingestellt. Am 27. August 2007 startete auf ProSieben seine neue Sendung Krügers Woche. 2008 spielte Mike Krüger bei Funny Movie – Die große Prosieben Filmverarsche mit. Hier spielte er Michael Meier in der Folge H3 – Halloween Horror Hostel. Außerdem spielte er den Oberkellner Mike in der ARD-Schlagerette Das Musikhotel am Wolfgangsee.
2010 moderierte Mike Krüger unter anderem die Sendung So lacht der Norden. Dort präsentierte er einen Mix aus Live-Comedy mit Gästen und Beiträgen aus dem NDR-Archiv.
Außerdem nahm er an der Fernsehsendung Schlag den Star teil und verlor in der Sendung gegen seinen Gegenspieler im siebten Spiel.
2011 spielte er in der Folge Chaos am Hochzeitstag der Sat.1-Comedy-Serie Spezialeinsatz einen russischen Mafioso. Im selben Jahr hatte er einen Gastauftritt in der heute-show im ZDF. Anlässlich des 40. Jubiläums der Supernasen-Filme folgte 2022 40 Jahre Supernasen auf RTL.
Krüger machte als Testimonial Werbung für eine gleichnamige Instantgetränkemarke, die Baumarktkette Hagebau, ein Eisenbahnunternehmen und spielte zusammen mit Thomas Gottschalk in einem Werbespot für McDonald’s. Zu den von Detlev Buck produzierten TV-Spots steuert Krügers Musikpartner Slizzy Bob jeweils die Musik bei.

## Filme
Ab 1982 drehte Mike Krüger gemeinsam mit Thomas Gottschalk die kommerziell erfolgreiche, vierteilige Unterhaltungsfilmreihe Die Supernasen. Krüger wirkte darüber hinaus in weiteren deutschen Komödien als Hauptdarsteller mit, so u. a. in Geld oder Leber! (1986) als Verbrecher, in Seitenstechen (1984) als schwangerer Mann und in Die Senkrechtstarter (1988) als Pechvogel. Einen 5-Sekunden-Auftritt hatte er 1984 am Ende des Films Mama Mia – Nur keine Panik mit Thomas Gottschalk.
In den Filmen Seitenstechen und auch später bei Die Senkrechtstarter steuerte Mike Krügers Musikproduzent-Partner Slizzy Bob die beiden Titelsongs Fantasy (1985) und Everything You Want (1989) bei. Slizzy Bob arbeitet seit 1985 bei nahezu allen musikalischen Krüger-Projekten mit Mike Krüger zusammen.

## Soziale Medien und YouTube
Im Juli 2020 wurde auf YouTube ein offizieller Mike-Krüger-Kanal erstellt, wo sich Krüger vereinzelt mit seinen alten Songs, die er im Corona-Gewand (Der Nippel) präsentierte, wieder in der Öffentlichkeit vorstellte. Der Kanal wurde nachfolgend aber weitestgehend für die Veröffentlichung alter TV-Aufnahmen und früherer Mitschnitte genutzt. Ab dem 10. November 2021 präsentiert Krüger regelmäßig 7 Tage – 1 Kopf, ein Format, das auf der RTL-Show 7 Tage, 7 Köpfe basiert, bei der er regelmäßig mitwirkte. An seinem 70. Geburtstag wurden die Shows Ach du bist’s, Mike (1981), Das ist Ihr Leben (1994) mit dem Moderator Dieter Thomas Heck und Krügers Echte (1995) als Live-Premiere gezeigt und für eine kurze Zeit den Fans zur Verfügung gestellt.

## Privates
Nach dem frühen Tod seiner Mutter heiratete sein Vater erneut. Aus dieser Beziehung hat er eine jüngere Halbschwester. Krüger ist seit 1975 mit Birgit Loeper verheiratet und hat eine 1979 geborene Tochter. Nachdem er 25 Jahre in Quickborn gelebt hatte, wohnt er seit 2005 mit seiner Frau in Hamburg-Wellingsbüttel.

## Filmografie (Auswahl)
- 1982: Piratensender Powerplay
- 1983: Die Supernasen
- 1984: Zwei Nasen tanken Super
- 1985: Seitenstechen
- 1985: Die Einsteiger
- 1986: Geld oder Leber!
- 1988: Die Senkrechtstarter
- 1999: Voll auf der Kippe
- 2005: Alles Atze (Fernsehserie, Folge Mäusejagd)
- 2006–2007, 2010: Schillerstraße (Impro-Comedyshow auf Sat.1)
- 2008: African Race – Die verrückte Jagd nach dem Marakunda (Fernsehfilm)
- 2011: Pastewka (Die Laudatio)
- 2017: Ein Schnupfen hätte auch gereicht (Fernsehfilm)
- 2022: 40 Jahre Supernasen - Mit Mike Krüger & Thomas Gottschalk (Jubiläumsshow)
- 2023: Der Neue Elbtunnel: Hamburger Pionierwerk und Staufalle (NDR-Dokumentation)

## Diskografie

### Alben
| Jahr | Titel                                           | Höchstplatzierung, Gesamtwochen, AuszeichnungChartplatzierungen (Jahr, Titel, Platzierungen, Wochen, Auszeichnungen, Anmerkungen) | Höchstplatzierung, Gesamtwochen, AuszeichnungChartplatzierungen (Jahr, Titel, Platzierungen, Wochen, Auszeichnungen, Anmerkungen) | Anmerkungen         |
| Jahr | Titel                                           | DE | AT | Anmerkungen         |
| ---- | ----------------------------------------------- | --- | --- | ------------------- |
| 1975 | Mein Gott, Walther                              | DE1 Gold · (32 Wo.)DE | AT5 (16 Wo.)AT | Verkäufe: + 250.000 |
| 1976 | Also denn! – Live im Danny’s Pan Hamburg        | DE10 (20 Wo.)DE | — |                     |
| 1977 | Auf der Autobahn nachts um halb eins            | DE10 (14 Wo.)DE | — |                     |
| 1980 | Der Nippel                                      | DE2 Gold · (29 Wo.)DE | AT1 (26 Wo.)AT | Verkäufe: + 250.000 |
| 1981 | Der Gnubbel                                     | DE19 (13 Wo.)DE | — |                     |
| 1982 | Morgens 1 ×, mittags 2 × – nachts sooft es geht | DE11 (8 Wo.)DE | — |                     |
| 1983 | Freiheit für Grönland                           | DE50 (9 Wo.)DE | — |                     |

Weitere Alben
- 1978: Stau mal wieder
- 1978: Mein Gott… Mike (Split-LP mit Teufelsküche)
- 1979: 79er Motzbeutel
- 1984: 120 Schweine nach Beirut
- 1986: Spiegelei
- 1987: Unvergängliches Muster
- 1988: Alle sprechen davon
- 1989: Ua Ua Ua
- 1991: Sweet Little 16th
- 1992: Das Taschentuch
- 1994: Das Trampolin
- 1995: Krüger’s Echte
- 1997: Rudi – mit dem gelben Nummernschild
- 1998: Mein Gott, Krüger
- 1998: Welthits aus Quickborn
- 1998: Best Of
- 1999: Jetzt schlägt’s 3
- 1999: Country Mike und die Quickborn Cowboys
- 2000: Welthits aus Quickborn 2
- 2001: Das Beste wo gibt
- 2001: Quickborn Country (Neuauflage von Country Mike)
- 2002: Alles Krüger
- 2008: Zweiohrnase
- 2010: Is’ das Kunst, oder kann das weg?
- 2024: Alter weisser Mann

### Singles
| Jahr | Titel Album                                                | Höchstplatzierung, Gesamtwochen, AuszeichnungChartplatzierungen (Jahr, Titel, Album, Platzierungen, Wochen, Auszeichnungen, Anmerkungen) | Höchstplatzierung, Gesamtwochen, AuszeichnungChartplatzierungen (Jahr, Titel, Album, Platzierungen, Wochen, Auszeichnungen, Anmerkungen) | Höchstplatzierung, Gesamtwochen, AuszeichnungChartplatzierungen (Jahr, Titel, Album, Platzierungen, Wochen, Auszeichnungen, Anmerkungen) | Anmerkungen |
| Jahr | Titel Album                                                | DE | AT | CH | Anmerkungen |
| ---- | ---------------------------------------------------------- | --- | --- | --- | ----------- |
| 1975 | Mein Gott, Walther                                         | DE38 (3 Wo.)DE | — | — |             |
| 1980 | Der Nippel                                                 | DE1 (26 Wo.)DE | AT1 (18 Wo.)AT | CH3 (9 Wo.)CH |             |
| 1981 | Der Gnubbel                                                | DE20 (14 Wo.)DE | AT20 (4 Wo.)AT | — |             |
| 1982 | JR’s Bruder Morgens 1x, Mittags 2x – Nachts So Oft Es Geht | DE37 (6 Wo.)DE | — | — |             |
| 1984 | Bodo mit dem Bagger Freiheit Für Grönland                  | DE30 (11 Wo.)DE | — | — |             |
| 1984 | Jenseits vom Tresen 120 Schweine Nach Beirut               | DE64 (4 Wo.)DE | — | — |             |
| 1984 | 120 Schweine nach Beirut 120 Schweine Nach Beirut          | DE72 (1 Wo.)DE | — | — |             |

### Lieder
- 1975: Junge Namens Susi
- 1975: Hein von der Werft
- 1975: Ich bin Bundeswehrsoldat
- 1975: Sie trägt ’nen Faltenrock
- 1975: Mein Gott Walther
- 1975: Oliv ist so praktisch
- 1975: Trunkenbold
- 1976: Also denn
- 1976: Bundeswehr Räg
- 1977: Auf der Autobahn
- 1977: Ein bißchen Urlaub
- 1977: Bin ich dein Friseur oder was?
- 1977: Der letzte Tropfen
- 1977: Goldschatz (mit Helga Feddersen)
- 1977: Wenn die nach vorn fällt
- 1977: Manu, bring’ noch ’n Bier
- 1978: Ein Fußknall
- 1978: Nachts steig’ ich beim Nachbarn ein (Coverversion von Howard Carpendales Nachts, wenn alles schläft)
- 1978: Seit ich hier wohne (Mama Leone)
- 1979: Wir trinken wenig
- 1979: Zum Frühsport, ihr Säcke, wir geh’n
- 1979: Der Nippel
- 1979: Die Lende von Marion
- 1980: Meine Tochter lernt jetzt sprechen
- 1981: Der Gnubbel
- 1981: Ruf doch mal an
- 1982: JR’s Bruder
- 1982: Leute geht zur Bundeswehr
- 1983: Bodo mit dem Bagger
- 1983: Freiheit für Grönland
- 1984: 120 Schweine nach Beirut
- 1984: Jenseits vom Tresen
- 1984: Hallo Papi
- 1985: Fliegt ein Jumbo nach Hawaii
- 1985: Ulrike
- 1986: Spiegelei auf Brot
- 1987: Das, was ich will, ißt du
- 1988: Alle sprechen davon
- 1988: Ich muß Euch was erzählen
- 1989: Bimbam Bimbam
- 1989: Erich der Jäger
- 1989: Lustig ist das Zigeunerschnitzel
- 1989: Nockermann
- 1989: UA UA UA
- 1989: Unterhemd
- 1990: Es wächst wieder zusammen
- 1990: Taschentuch
- 1990: Verdammt ich schieb dich
- 1991: Wer Banknoten nachmacht
- 1994: Da schwimmt ein Tier in meinem Bier
- 1994: Das Trampolin
- 1994: Ich hab dir die Sterne vom Himmel geholt
- 1995: Manchmal glaub ich, Du liebst mich nicht mehr
- 1995: Marie France
- 1998: 7 neue Autos nach Stettin
- 1998: Bitte Sie verzeihen, bitte Sie verstehen
- 1998: Knallrosa Kondom
- 1998: Ne Macke hast Du
- 1998: Nur ma’ so eben
- 1998: Rudi mit dem gelben Nummernschild
- 1998: Tanzen auf der Sau
- 1998: Wo die Friteusen glüh’n
- 2008: Draussenraucher
- 2008: Du darfst fahr’n
- 2008: Ein Korn, der deinen Namen trägt
- 2008: Gefreiter der Reserve
- 2008: Gerda, Gerd und ich
- 2008: Immerzu zurück
- 2008: Immer wieder sonntags...
- 2008: Im Wagen vor mir sitzt der Arsch Alonso
- 2008: Tür an Tür mit Schröder
- 2008: Kalorien sind kleine Tiere
- 2008: Orgasmuszwang
- 2008: Schatzi
- 2008: Schiri, ich weiß nich’, wo mein Auto steht
- 2009: Die weißen Tauben sind Möwen (Coverversion von Hans Hartz Die weißen Tauben sind müde)
- 2009: Ich steh’ immer in der falschen Schlange
- 2009: Wo sind meine Autoschlüssel
- 2017: Im Wagen vor mir sitzt Sebastian Vettel
- 2022: Ich bin der neue Fotograf von Robert Habeck
- 2023: Die Ampel
- 2023: Für 49 Euro per Bahn

## Schriften
- Mike Krüger: Mike Krügers Golflexikon. Mit Fotografien von Thomas Klinger. Südwest-Verlag, München 1988, ISBN 3-517-01080-4.
- Mike Krüger mit Till Hoheneder: Mein Gott, Walther – Das Leben ist oft Plan B. Piper, München 2015, ISBN 978-3-492-05695-3; Taschenbuchausgabe 2017.

## Auszeichnungen
- 1984: Bambi (Zusammen mit Thomas Gottschalk als Spaßmacher des Jahres)
- 2008: Till-Eulenspiegel-Satire-Preis der Stadt Bremen
- 2009: Ehrenpreis des Deutschen Comedypreises
- 2010: Zusammen mit Hagebaumarkt gewann er den bronzenen Effie-Award.

Mike Krüger wurde bisher unter anderem mit drei Bambis, zwei Goldenen Löwen, einem Fernsehpreis und zwei Comedypreisen ausgezeichnet.